# Dane (motorfiets)
Dane is een Brits historisch merk van motorfietsen.
De bedrijfsnaam was: Dane Works, 131A Uxbridge Road, West Ealing.
Toen de motorfietsproductie, die tijdens de Eerste Wereldoorlog wegens materiaalschaarste had stilgelegen, in 1919 werd opgestart waren veel vooroorlogse merken verdwenen. Nieuwe bedrijven overspoelden de markt met motorfietsen, waarmee werd voldaan aan de vraag naar goedkope en lichte vervoermiddelen. Dane Works leverde eigen frames en bouwde daar inbouwmotoren in: 348cc-Precision-twee- en viertaktmotoren en 990cc-JAP-V-twins met zijkleppen.
De concurrentiestrijd was echter hevig en in 1920 moest Dane Works de productie beëindigen.